# Comuna Lîpivka, Makariv
Lîpivka (în ucraineană Липівка) este o comună în raionul Makariv, regiunea Kiev, Ucraina, formată din satele Lîpivka (reședința) și Lozovîk.

## Demografie
Componența lingvistică a comunei Lîpivka
     Ucraineană (97,12%)
     Rusă (2,8%)
     Alte limbi (0,08%)
Conform recensământului din 2001, majoritatea populației comunei Lîpivka era vorbitoare de ucraineană (97,12%), existând în minoritate și vorbitori de rusă (2,8%).